# Pevensey
Pevensey ist eine kleine Ortschaft und Zivilgemeinde mit 3.153 Einwohnern (Stand 2011) an der Südostküste von East Sussex in Südengland. Der alte Ortskern liegt etwa zwei Kilometer von der Pevensey Bay und deren Kiesstrand entfernt im Landesinneren, zwischen Eastbourne im Westen und Bexhill-on-Sea im Osten. Pevensey spielte aufgrund seiner Lage in der englischen Geschichte wiederholt eine herausragende Rolle.

## Geschichte
Die Geschichte des Ortes ist eng mit seiner normannischen Burg, Pevensey Castle, verbunden, die auf den Grundmauern eines Kastells steht, das bereits zwischen 300 und 340 von den Römern erbaut wurde, als England noch Teil des Römischen Reichs war, und die Küste häufig unter Überfällen von Jüten und Sachsen litt.
Das Kastell hieß Anderitum und wurde auf einer damals unbewohnten Halbinsel oberhalb der Küstenmarsch gebaut, die damals bis Hailsham reichte. Aus dieser Marsch ragten einige auch bei Flut trockene Plätze heraus, die heute Rickney, Horse Eye, North Eye und Pevensey heißen – Ortsnamen die auf -eye enden, deuten im Altenglischen auf eine Insel hin.
Im Jahr 491 wurde Anderitum von den Angelsachsen unter König Ælle belagert, erobert und niedergebrannt, die gesamte Garnison sowie die in die Burg geflüchtete Bevölkerung wurde getötet. Die Angelsachsen nannten die Ruine Andredceaster und den Wald, der sich etwa 200 Kilometer von hier bis Dorset erstreckte, Andredsweald oder Wald von Andred. Später wurde die Gegend als Pefele (Pefe-Insel) bekannt.

Äußere Mauer des Pevensey Castle

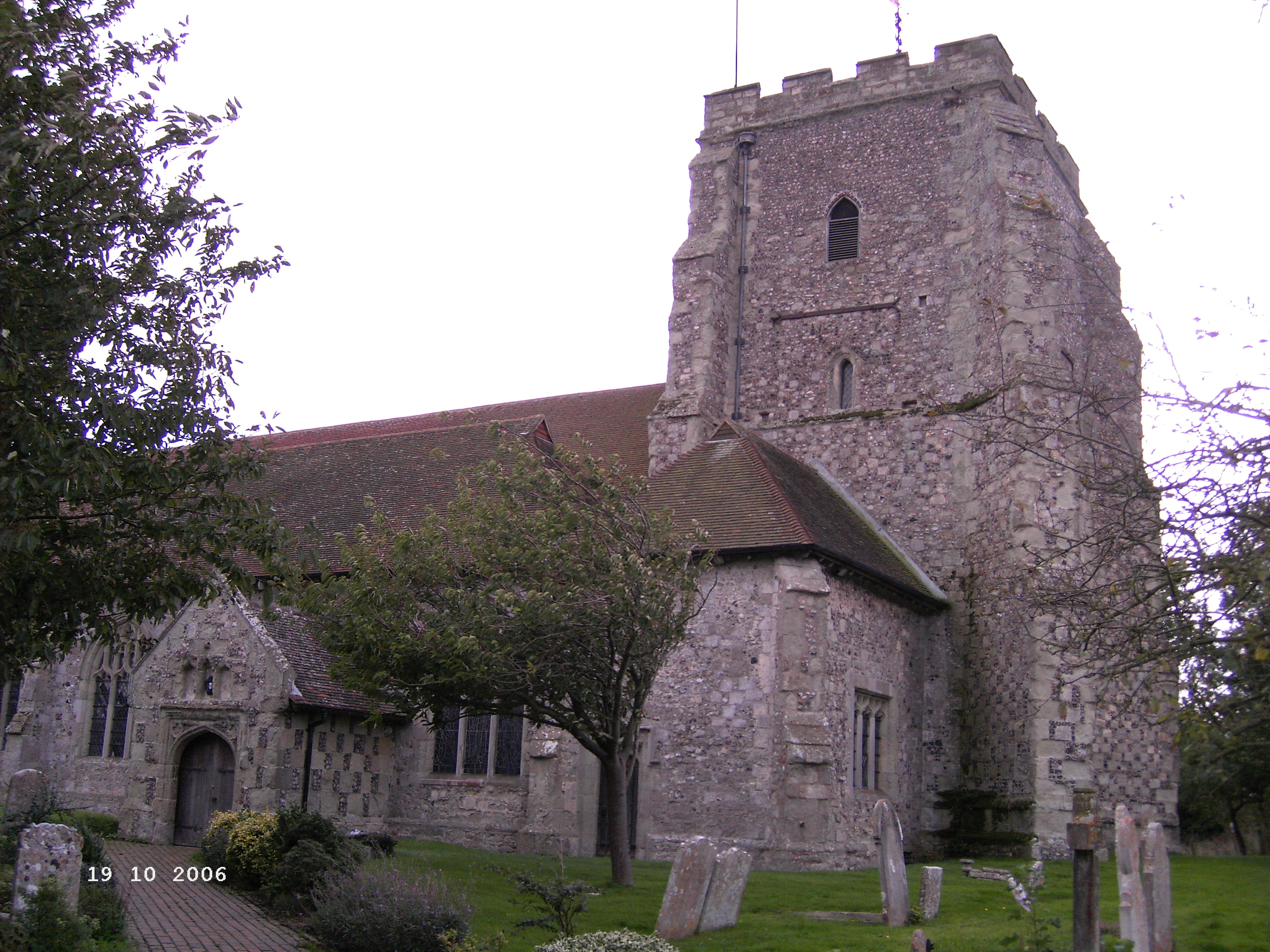
Frühenglische Kirche von Pevensey

Erst im Jahr 1042 ließ Harold Godwinson hier wieder eine Festung errichten, indem er innerhalb der römischen Mauern Gräben ausheben ließ. 1066 wurde die Garnison abgezogen, und gegen die Norweger, die im Norden ins Land eingefallen waren, ins Feld geschickt. So war keine Verteidigung vorhanden, als Wilhelm II., Herzog der Normandie und später als Wilhelm I. (William the Conqueror) König von England, am 28. September hier landete.
Das Fort wurde Robert von Mortain gegeben, dem Halbbruder Wilhelms, der auf den römischen und angelsächsischen Fundamenten seine Burg baute. 1088 wurde die Burg von Wilhelm Rufus belagert, erneut während des Bürgerkriegs um die Nachfolge Heinrichs I. (1135–1154), sowie ein weiteres Mal 1264 von Simon V. de Montfort. 
Königin Elisabeth I. befahl den Abriss der Burg, doch wurde der Befehl nicht ausgeführt. Unter Oliver Cromwell wurde erneut versucht, die Burg zu zerstören. 1942 wurden angesichts der erwarteten deutschen Invasion Anstrengungen unternommen, die Burg in einen verteidigungsbereiten Zustand zu versetzen.

## Pevensey in der Kunst
- Von William Turner gibt es ein Aquarellbild der Burg. Eine Vorzeichnung befindet sich in der Tate Gallery of British Art: Pevensey Castle
- Pevensey wird mehrfach in Rudyard Kiplings Puck of Pook's Hill (1907) erwähnt. Kipling wohnte in der Nähe, in Burwash, der Ort wird in seiner Autobiographie beschrieben.